# Miloš Jelínek (lední hokejista)
Miloš Jelínek (* 5. června 1955) je bývalý český hokejový útočník.

## Hokejová kariéra
V československé lize hrál za TJ ZKL/Zetor Brno. Odehrál 5 ligových sezón, nastoupil ve 142 ligových utkáních, dal 17 ligových gólů a měl 16 asistencí. V nižších soutěžích hrál během povinné vojenské služby za Duklu Trenčín a Duklu Jihlava „B“. V nižších soutěžích hrál za TJ ZVL Žilina. Na regionální úrovni hrál i za
TJ ŽĎAS Žďár nad Sázavou a TJ Lokomotiva Pramet Šumperk. Za reprezentaci Československa do 20 let nastoupil hrál na Mistrovství světa juniorů v ledním hokeji 1976, kde tým skončil na 3. místě.

## Klubové statistiky
| Sezona    | Klub              | Soutěž  | Základní část | Základní část | Základní část | Základní část | Základní část |
| Sezona    | Klub              | Soutěž  | Z             | G             | A             | B             | TM            |
| --------- | ----------------- | ------- | ------------- | ------------- | ------------- | ------------- | ------------- |
| 1974/1975 | TJ ZKL Brno       | 1. liga | 6             | 1             | 1             | 2             | -             |
| 1975/1976 | TJ ZKL Brno       | 1. liga | 29            | 4             | 0             | 4             | -             |
| 1976/1977 | Dukla Trenčín     | 2. liga | -             | 7             | -             | -             | -             |
| 1977/1978 | Dukla Jihlava „B“ | 2. liga | -             | 15            | -             | -             | -             |
| 1978/1979 | TJ Zetor Brno     | 1. liga | 41            | 4             | 8             | 12            | 17            |
| 1979/1980 | TJ Zetor Brno     | 1. liga | 35            | 7             | 5             | 12            | 16            |
| 1980/1981 | TJ Zetor Brno     | 2. liga | 36            | 10            | 12            | 22            | 12            |
| 1981/1982 | TJ Zetor Brno     | 1. liga | 31            | 1             | 2             | 3             | 4             |
| 1982/1983 | TJ ZVL Žilina     | 2. liga | -             | 13            | -             | -             | -             |
| 1983/1984 | TJ ZVL Žilina     | 2. liga | -             | 0             | -             | -             | -             |